# 155
Năm 155 là một năm trong lịch Julius. 

## Sinh
Tào Tháo (155 - 220) Nhà chính trị, quân sự thời Đông Hán